# N-S 63 Louka
N-S 63 Louka je samostatný pěchotní srub těžkého opevnění, který byl součástí pevnostního systému předválečné Československé republiky. Nachází se v katastru obce Borová, na louce jižně od vesnice, v nadmořské výšce 600 m. Jeho pravým sousedem je srub N-S 62b Studna (vzdálený 371 m), levým N-S 64 Osada (vzdálený 413 m). N-S 63 je samostatný, oboustranný, dvoukřídlý, dvoupodlažní pěchotní srub, postavený v II. stupni odolnosti.

## Historie
Byl postaven v roce 1938 v režii ŽSV Náchod v rámci stavebního podúseku 6. / V. – Borová. Betonáž objektu proběhla ve dnech 29. srpna - 3. září 1938.
V době Mnichovské dohody byl objekt ve stavu krátce po betonáži. Na objektu nebyly provedeny vnitřní a vnější omítky ani vnitřní cihlové příčky, nebyly osazeny zvony a jen částečně byly provedeny zemní úpravy okolí objektu.
Po odstoupení pohraničí zůstal objekt spolu se sousední linií na československém území na Náchodsku. Za německé okupace byly vytrženy střílny hlavních zbraní, objekt ale nebyl poškozen zkušebním ostřelováním.
Kolem roku 2000 byl pěchotní srub uzavřen a majitelem přizpůsoben k využití jako soukromý rekreační objekt.

## Výzbroj
hlavní zbraně na levé straně
- zbraň L1 (4cm kanón vz. 36 spřažený s těžkým kulometem vz. 37)
- zbraň M (dva spřažené těžké kulomety vz.37 ráže 7,92 mm)

hlavní zbraně na pravé straně
- zbraň L1 (4cm kanón vz. 36 spřažený s těžkým kulometem vz. 37)
- zbraň M (dva spřažené těžké kulomety vz.37 ráže 7,92 mm)

další výzbroj
- 4 zbraně N (lehké kulomety vz. 26) k ochraně střílen hlavních zbraní a prostoru před vchodem
- 2 zbraně N v pancéřových zvonech určené k ochraně okolí objektu
- 2 granátové skluzy

## Okolní objekty
- N-S 62b Studna
- N-S 64 Osada